# Langerwehe
Langerwehe település Németországban, azon belül Észak-Rajna-Vesztfália tartományban. Lakosainak száma 15 030 fő (2024. december 31.). Langerwehe Düren, Inden, Eschweiler, Stolberg és Hürtgenwald községekkel határos.

## Népesség
A település népességének változása:
| Lakosok száma | 10 842 | 13 986 | 14 020 | 14 050 | 14 257 | 14 467 | 15 030 |
|               | 1975   | 2017   | 2019   | 2021   | 2022   | 2023   | 2024   |